# Suldrup Sogn
Suldrup Sogn er et sogn i Rebild Provsti (Aalborg Stift).
I 1800-tallet var Suldrup Sogn anneks til Sønderup Sogn. Begge sogne hørte til Hornum Herred i Ålborg Amt. Sønderup-Suldrup sognekommune blev ved kommunalreformen i 1970 indlemmet i Støvring Kommune, der ved strukturreformen i 2007 indgik i Rebild Kommune.
I Suldrup Sogn ligger Suldrup Kirke.
I sognet findes følgende autoriserede stednavne:
- Albæk Hedehuse (bebyggelse)
- Albæk Mark (bebyggelse)
- Brunholm (bebyggelse)
- Frendstrup (bebyggelse)
- Hjedsbæk (bebyggelse, ejerlav)
- Hvingelhat (bebyggelse)
- Hyldal (bebyggelse, ejerlav)
- Hyllested (bebyggelse, ejerlav)
- Sekshøje Plantage (areal)
- Suldrup (bebyggelse, ejerlav)
- Østrup Mark (bebyggelse, ejerlav)